# Sziget Fesztivál 2001
2001. augusztus 1. és 8. között rendezték meg a Sziget Fesztivált (akkor még Pepsi Sziget néven, a főszponzort illetve).

## Fellépők

### Nagyszínpad

#### Augusztus 1.
- The King
- FreshFabrik
- New Model Army
- Tankcsapda
- H-Blockx

#### Augusztus 2.
- Mambo Kurt
- Republic
- K's Choice
- Kispál és a Borz
- HIM

#### Augusztus 3.
- Bomfunk MC’s
- Mr. Con (Menyhárt Jenő) and the Bioneers Brave New World- Orchestra
- Noir Désir
- Ganxsta Zolee és a Kartel
- Run DMC

#### Augusztus 4.
- Zenzile
- Bon-Bon
- Fun-Da-Mental
- Sziámi
- Morcheeba

#### Augusztus 5.
- Leningrad Cowboys
- Pa-dö-dő
- Freestylers
- Yonderboi
- Faithless

#### Augusztus 6.
- Incognito
- Másfél
- Eagle-Eye Cherry
- Anima Sound System
- Guano Apes

#### Augusztus 7.
- Zdob și Zdub
- Hobo Blues Band
- Ash
- Sub Bass Monster
- Placebo

### Pannon Praktikum Világzenei Nagyszínpad

#### Augusztus 1.
- MÉZ
- Egy Kiss Erzsi Zene
- Jimmy Bosch
- Boban Marković Orkestar

#### Augusztus 2.
- Sebő zenekar
- Esma Redzepova
- Frank London
- Ifang Bondi

#### Augusztus 3.
- Fanfare Savale
- Andro Drom
- Habib Koite & Bamada
- Omara Portuondo

#### Augusztus 4.
- Maskarades
- Besh o droM
- Lo'Jo
- Khaled

#### Augusztus 5.
- Folkestra
- Chalaban
- Garmarna
- Totó La Momposina

#### Augusztus 6.
- Vents D'Est
- Kroke
- Maharaja
- Varttina

#### Augusztus 7.
- Téka
- Yat-Kha
- Taraf de Haidouks
- Schal Sick Brass Band

### Metal Hammer Színpad

#### Augusztus 1.
- Obstruction
- Falanx
- Iron Maidnem
- Dying Wish
- Demonlord
- HammerFall
- Kalapács
- Nemesis
- Story
- Tűzmadár

#### Augusztus 2.
- Fekete Sereg
- Stainless Steel
- Cross Borns
- P. Box
- Rage
- Hooligans
- Snake Heart

#### Augusztus 3.
- Neck Sprain
- Ignite
- Superbutt
- Strong Deformity
- Newborn
- Replika

#### Augusztus 4.
- Cadaveres de tortugas
- Black-Out
- Moonspell
- Junkies
- Beatrice
- Mindcrime
- Cool Head Klan

#### Augusztus 5.
- The Art Of Dethronement
- Morpheus
- Stonehenge
- Without Face
- Árnyak
- Anathema
- Nevergreen
- Sear Bliss

#### Augusztus 6.
- Da Capo
- Tanzwut
- Fahrenheit
- Overkill
- Aurora
- Kiss Forever Band
- Ideas

#### Augusztus 7.
- Ramones Mania
- Ozirisz
- Perfect Symmetry
- Lord
- Nightwish
- Pokolgép
- Ektomorf
- Watch My Dying

### Bahia Színpad

#### Augusztus 1.
- Longbow
- Rehab

#### Augusztus 2.
- NOM

#### Augusztus 3.
- Psi Vojaczi
- Bart Willoughby

#### Augusztus 4.
- Jutott Neki

#### Augusztus 5.
- Menyhárt Jenő és zenekara

#### Augusztus 6.
- Zoanbo Zoet Workestrao

#### Augusztus 7.
- King Fümm
- Band of Mad Women

#### Augusztus 8.
- Plan Kruutoone
- Sziámi